# Kabinett Kohl V
Das Kabinett Kohl V wurde von Helmut Kohl nach der Bundestagswahl am 16. Oktober 1994 gebildet. Es blieb die volle Legislaturperiode von vier Jahren im Amt.

## Abstimmung im Bundestag
| Wahlgang                                                  | Kandidat        | Kandidat          | Stimmen    | Stimmenzahl | Anteil | Koalitionspartei(en) | Koalitionspartei(en) | Koalitionspartei(en) | Koalitionspartei(en) |
| --------------------------------------------------------- | --------------- | ----------------- | ---------- | ----------- | ------ | -------------------- | -------------------- | -------------------- | -------------------- |
| 1. Wahlgang                                               |                 | Helmut Kohl (CDU) | Ja-Stimmen | 338         | 50,3 % |                      |                      |                      | CDU/CSU, FDP         |
| 1. Wahlgang                                               | Nein-Stimmen    | Helmut Kohl (CDU) | 333        | 49,6 %      |        |                      |                      |                      | CDU/CSU, FDP         |
| 1. Wahlgang                                               | Enthaltungen    | Helmut Kohl (CDU) | 0          | 0,0 %       |        |                      |                      |                      | CDU/CSU, FDP         |
| 1. Wahlgang                                               | Ungültig        | Helmut Kohl (CDU) | 0          | 0,0 %       |        |                      |                      |                      | CDU/CSU, FDP         |
| 1. Wahlgang                                               | nicht abgegeben | Helmut Kohl (CDU) | 1          | 0,1 %       |        |                      |                      |                      | CDU/CSU, FDP         |
| Damit wurde wieder Helmut Kohl zum Bundeskanzler gewählt. |                 |                   |            |             |        |                      |                      |                      |                      |

## Kabinett
| Amt oder Ressort                                                         | Bild                                                                                           | Name                                                              | Partei | Partei                              | Parlamentarische Staatssekretäre bzw. Staatsminister | Partei | Partei |
| ------------------------------------------------------------------------ | ---------------------------------------------------------------------------------------------- | ----------------------------------------------------------------- | ------ | ----------------------------------- | ---------------------------------------------------- | ------ | ------ |
| Bundeskanzler                                                            |                                                                                                | Helmut Kohl (1930–2017)                                           |        | CDU                                 | Anton Pfeifer Staatsminister beim Bundeskanzler      |        | CDU    |
| Bundeskanzler                                                            | Bernd Schmidbauer Staatsminister und Koordinator der Nachrichtendienste des Bundes             | Helmut Kohl (1930–2017)                                           |        | CDU                                 |                                                      |        | CDU    |
| Bundeskanzler                                                            | Otto Hauser Parlamentarischer Staatssekretär beim Bundeskanzler (26. Mai bis 27. Oktober 1998) | Helmut Kohl (1930–2017)                                           |        | CDU                                 |                                                      |        | CDU    |
| Stellvertreter des Bundeskanzlers Auswärtiges                            |                                                                                                | Klaus Kinkel (1936–2019)                                          |        | FDP                                 | Helmut Schäfer                                       |        | FDP    |
| Stellvertreter des Bundeskanzlers Auswärtiges                            | Werner Hoyer                                                                                   | Klaus Kinkel (1936–2019)                                          |        | FDP                                 |                                                      |        | FDP    |
| Inneres                                                                  |                                                                                                | Manfred Kanther (* 1939)                                          |        | CDU                                 | Horst Waffenschmidt bis 15. Mai 1997                 |        | CDU    |
| Inneres                                                                  | Manfred Carstens                                                                               | Manfred Kanther (* 1939)                                          |        | CDU                                 |                                                      |        | CDU    |
| Inneres                                                                  | Eduard Lintner                                                                                 | Manfred Kanther (* 1939)                                          |        | CDU                                 | CSU                                                  |        |        |
| Justiz                                                                   |                                                                                                | Sabine Leutheusser-Schnarrenberger (* 1951) (bis 17. Januar 1996) |        | FDP                                 | Rainer Funke                                         |        | FDP    |
| Justiz                                                                   | Edzard Schmidt-Jortzig (* 1941) (ab 17. Januar 1996)                                           |                                                                   |        | FDP                                 | Rainer Funke                                         |        | FDP    |
| Finanzen                                                                 |                                                                                                | Theodor Waigel (* 1939)                                           |        | CSU                                 | Irmgard Karwatzki                                    |        | CDU    |
| Finanzen                                                                 | Kurt Faltlhauser bis 15. November 1995                                                         | Theodor Waigel (* 1939)                                           |        | CSU                                 | CSU                                                  |        |        |
| Finanzen                                                                 | Hansgeorg Hauser                                                                               | Theodor Waigel (* 1939)                                           |        | CSU                                 | CSU                                                  |        |        |
| Wirtschaft                                                               |                                                                                                | Günter Rexrodt (1941–2004)                                        |        | FDP                                 | Norbert Lammert bis 15. Mai 1997                     |        | CDU    |
| Wirtschaft                                                               | Heinrich Leonhard Kolb                                                                         | Günter Rexrodt (1941–2004)                                        |        | FDP                                 | FDP                                                  |        |        |
| Ernährung, Landwirtschaft und Forsten                                    |                                                                                                | Jochen Borchert (* 1940)                                          |        | CDU                                 | Wolfgang Gröbl bis 15. Januar 1998                   |        | CSU    |
| Ernährung, Landwirtschaft und Forsten                                    | Ernst Hinsken                                                                                  | Jochen Borchert (* 1940)                                          |        | CDU                                 |                                                      |        | CSU    |
| Arbeit und Sozialordnung                                                 |                                                                                                | Norbert Blüm (1935–2020)                                          | CDU    | Horst Günther                       |                                                      | CDU    |        |
| Arbeit und Sozialordnung                                                 | Rudolf Kraus                                                                                   | Norbert Blüm (1935–2020)                                          | CDU    |                                     | CSU                                                  |        |        |
| Verteidigung                                                             |                                                                                                | Volker Rühe (* 1942)                                              | CDU    | Michaela Geiger bis 15. Januar 1997 | CSU                                                  |        |        |
| Verteidigung                                                             | Klaus Rose ab 23. Januar 1997                                                                  | Volker Rühe (* 1942)                                              | CDU    |                                     | CSU                                                  |        |        |
| Verteidigung                                                             | Bernd Wilz                                                                                     | Volker Rühe (* 1942)                                              | CDU    |                                     | CDU                                                  |        |        |
| Familie, Senioren, Frauen und Jugend                                     |                                                                                                | Claudia Nolte (* 1966)                                            | CDU    | Gertrud Dempwolf                    | CDU                                                  |        |        |
| Gesundheit                                                               |                                                                                                | Horst Seehofer (* 1949)                                           |        | CSU                                 | Sabine Bergmann-Pohl                                 | CDU    |        |
| Verkehr                                                                  |                                                                                                | Matthias Wissmann (* 1949)                                        |        | CDU                                 | Manfred Carstens bis 15. Mai 1997                    | CDU    |        |
| Verkehr                                                                  | Norbert Lammert                                                                                | Matthias Wissmann (* 1949)                                        |        | CDU                                 |                                                      | CDU    |        |
| Verkehr                                                                  | Johannes Nitsch                                                                                | Matthias Wissmann (* 1949)                                        |        | CDU                                 |                                                      | CDU    |        |
| Umwelt, Naturschutz und Reaktorsicherheit                                |                                                                                                | Angela Merkel (* 1954)                                            | CDU    | Ulrich Klinkert                     | CDU                                                  |        |        |
| Umwelt, Naturschutz und Reaktorsicherheit                                | Walter Hirche                                                                                  | Angela Merkel (* 1954)                                            | CDU    |                                     | FDP                                                  |        |        |
| Post und Telekommunikation (aufgelöst am 31. Dezember 1997)              |                                                                                                | Wolfgang Bötsch (1938–2017)                                       |        | CSU                                 | Paul Laufs                                           |        | CDU    |
| Raumordnung, Bauwesen und Städtebau                                      |                                                                                                | Klaus Töpfer (1938–2024) (bis 14. Januar 1998)                    |        | CDU                                 | Joachim Günther                                      |        | FDP    |
| Raumordnung, Bauwesen und Städtebau                                      |                                                                                                | Eduard Oswald (* 1947) (ab 14. Januar 1998)                       |        | CSU                                 | Joachim Günther                                      |        | FDP    |
| Bildung, Wissenschaft, Forschung und Technologie („Zukunftsministerium“) |                                                                                                | Jürgen Rüttgers (* 1951)                                          |        | CDU                                 | Bernd Neumann                                        |        | CDU    |
| Bildung, Wissenschaft, Forschung und Technologie („Zukunftsministerium“) | Cornelia Yzer bis 22. Januar 1997                                                              | Jürgen Rüttgers (* 1951)                                          |        | CDU                                 |                                                      |        | CDU    |
| Bildung, Wissenschaft, Forschung und Technologie („Zukunftsministerium“) | Elke Wülfing ab 23. Januar 1997                                                                | Jürgen Rüttgers (* 1951)                                          |        | CDU                                 |                                                      |        | CDU    |
| Wirtschaftliche Zusammenarbeit und Entwicklung                           |                                                                                                | Carl-Dieter Spranger (* 1939)                                     |        | CSU                                 | Klaus-Jürgen Hedrich                                 | CDU    |        |
| Besondere Aufgaben Chef des Bundeskanzleramtes                           |                                                                                                | Friedrich Bohl (* 1945)                                           |        | CDU                                 |                                                      |        |        |

## Politische Maßnahmen
Kohl berief 1995 den Sachverständigenrat ‚Schlanker Staat’ ein, der den Abbau von staatlichen Leistungen fachlich und politisch begleitete und 1997 seinen Abschlussbericht vorlegte. In der Mitte der 1990er Jahre wurden die Auswirkungen der mit der Regierung Kohls begonnenen Angebotspolitik sichtbar, nämlich ein Bedürfnis der Bürger nach sozialer Sicherheit. In der Folge wurde die Angebotspolitik nicht in Frage gestellt, sondern sie vielmehr fortgesetzt durch Deregulierung und weitere Flexibilisierung der Beschäftigungsverhältnisse. Das Leitbild für den Umbau des Wohlfahrtsstaates zum „Wettbewerbsstaat“ wurde über die Wirtschaft hinaus auch auf andere gesellschaftliche Bereiche ausgedehnt (z. B. die Öffentliche Verwaltung, das Bildungssystem wie den Gesundheits- und Sozialsektor). Das Ziel war deren Effizienz zu steigern und in nichtökonomischen Bereichen ein ökonomisches Denken einzuführen.
Eine Stärkung des privaten Sektors und mehr Wettbewerb hatte beispielsweise im Gesundheitssektor 1995 die Einführung der umlagefinanzierten Pflegeversicherung zur Folge. Anbietervielfalt sollte erreicht werden, indem das betreffende Gesetz nicht nur den gemeinnützigen Diensten einen Vorrang vor den öffentlichen Trägern einräumte, sondern auch den privatwirtschaftlichen Anbietern. Darauf stieg auf dem Pflegemarkt in den 90er die Zahl der Großunternehmen, einige davon als Aktiengesellschaften.

## Fußnote
1. ↑  Weder Parlamentarische Staatssekretäre noch Staatsminister sind nach Art. 62 GG Teil der Bundesregierung.